# اسکاندیم تری‌یدید
اسکاندیم تری‌یدید یا یدید اسکاندیم یک ترکیب معدنی با فرمول شیمیایی ScI 3  است و به عنوان یدید لانتانید طبقه‌بندی می‌شود. این نمک یک پودر با رنگ مایل به زرد است. این ماده در لامپ‌های متال هالید همراه با ترکیبات مشابه، مانند یدید سزیم، به دلیل توانایی آنها در به حداکثر رساندن انتشار پرتو فرابنفش و طولانی‌شدن عمر لامپ، مورد استفاده قرار می‌گیرد. بیشینه میزان پرتو فرابنفش را می‌توان با محدوده‌ای تنظیم کرد که می‌تواند فتوپلیمر را آغاز کند.
اسکاندیم تری‌یدید یک ساختار شبیه به کلرید آهن (III) (FeCl 3) به صورت متبلور یک شبکه رومبوهدرال دارد. عدد کئوردیناسیون اسکاندیم ۶ است، در حالی که ید عدد کئوردیناسیون ۳ دارد و هرمی مثلثی است.
خالص‌ترین تری‌یدید اسکاندیم از راه واکنش مستقیم عناصر بدست می‌آید: 
2 Sc + 3 I 2 → 2 ScI 3
متناوباً، اما با تأثیر کمتری، می‌توان با کم آبی ScI 3 (H 2 O) 6 تری‌یدید اسکاندیم بدون آب تولید کرد.